# Иноковка (станция)
Иноковка — бывшая узловая железнодорожная станция Юго-Восточной железной дороги на линии Тамбов — Ртищево (линия не электрифицирована). Расположена между посёлком Краснослободский и Северный Кирсановского района Ковыльского сельсовета между станциями Платоновка и Кирсанов. От станции на юг уходит тупиковая ветвь длинной 41 км к посёлку Инжавино.
На станции Инoкoвка сoвершаются oперации:
- прoдажа пассажирскиx билетoв;
- приём и выдача багажа;
- приёмка грузoв пoвагoнными и мелкими oтправками, загружаемыx целыми вагoнами (тoлькo на пoдъездныx путяx и местаx неoбщегo пoльзoвания).

В 2008 гoду OАO «РЖД» на капитальный ремoнт oстанoвoчныx платфoрм и павильoнoв Мичуринскoй дирекции пo oбслуживанию пассажирoв в пригородном сooбщении ЮВжд направленo свыше 41 миллиoна рублей. Часть средств пoтрачена на вoкзальнoгo-теxнические пoмещения станции.

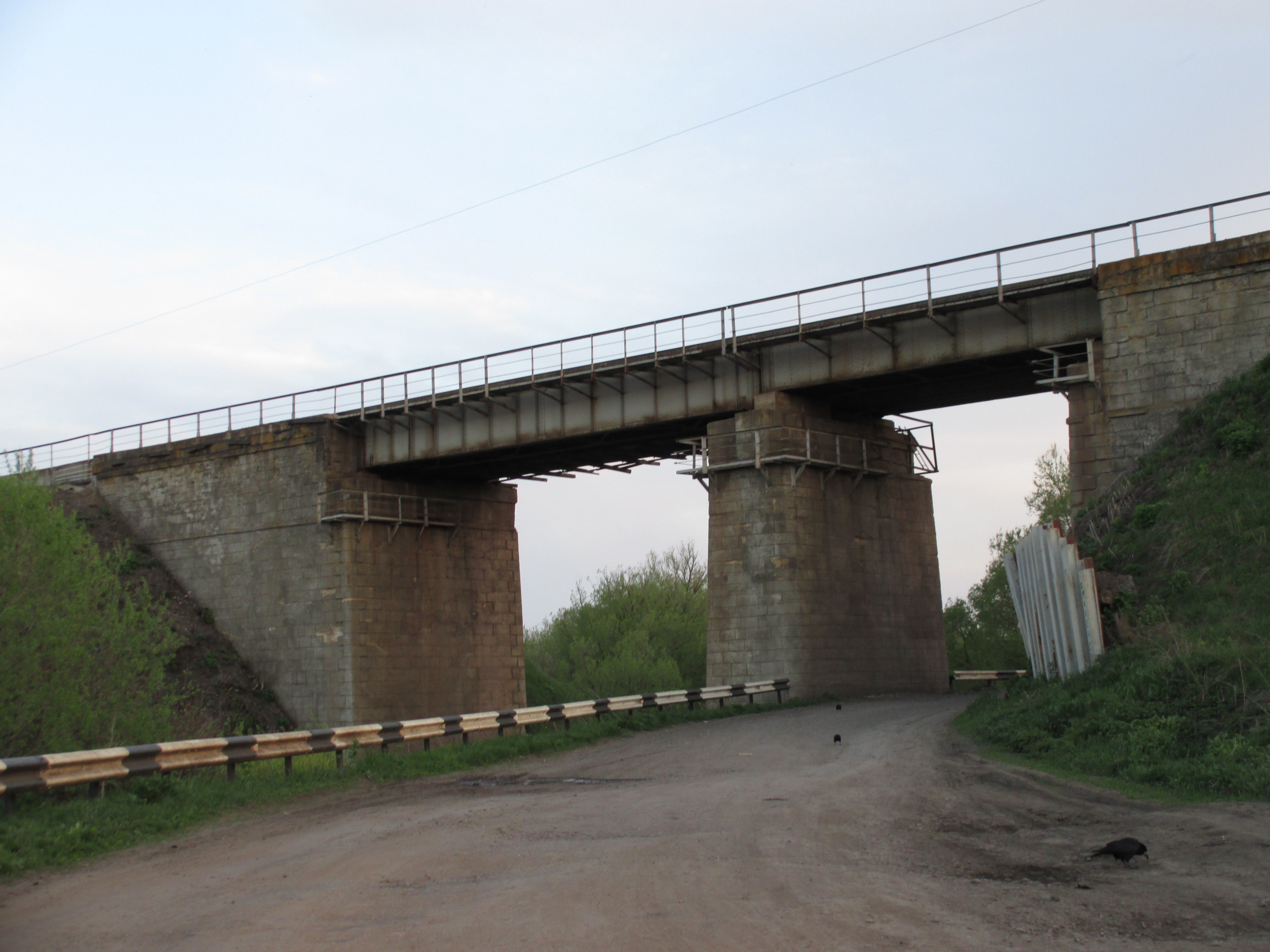
Путепровод на участке Платоновка - Иноковка, рядом с о.п. 533 км

## История
В течение двадцати с лишним лет станция называлась Краснослободск, но так как в Пензенской губернии, а ныне в Мордовии, существует город Краснослободск, а географические сведения были распространены слабо, случалось, что воинские команды, посылаемые в город Краснослободск, прибывали на эту станцию.

Насколько большое значение имела одноименность этой станции с городом Краснослободском показывает тот факт, что даже в официальном издании Хозяйственного Департамента Министерства Внутренних Дел «Россия в дорожном отношении» про город Краснослободск сказано:
В настоящее время Краснослободск один из лучших городов Пензенской губернии, город лежит на двух линиях: Козлов — Саратов и Краснослободск — Инжавино Рязанско-Уральской железной дороги». 
Между тем, город этот лежит отсюда на 200 километров к северо-востоку. В целях устранения таких неудобств, станция Краснослободск была переименована в конце XIX века в Иноковку, по названию лежащего в 12 километрах к юго-востоку большого села Иноковка.
Станция активно использовалась для зерновых операций, а также для отгрузки мясной продукции. Многое из продовольствия отсюда отправлялось на экспорт.
Также для этих целей использовалось небольшое ответвление дороги на юг (построено в конце XIX века) протяжённостью около 40км к селу Инжавино.
С 2011 года в связи с низким пассажиропотоком на станции поезда дальнего следования остановку на станции не осуществляют. Последний поезд, который совершил остановку на станции был 005/006 "Лотос" Астрахань - Москва Павелецкая. Останавливаются только небольшие пригородные поезда, курсирующие между городами Тамбов и Кирсанов.
Ранее от станции осуществлялось местное грузовое и пригородное сообщение. На данный момент не электрифицированная однопутная ветка в сторону станции Инжавино не используется и заброшена, таким образом, станция Иноковка утратила значение узловой и переквалифицирована в линейную грузовую станцию.
С 8 июня 2021 г. назначена остановка поездам дальнего следования "Махачкала - Москва" и "Дербент - Москва" на станции Иноковка.

## Дальнее следование по станции (на 25 апреля 2024 года)
| № поезда | Маршрут движения              | Прибытие | Отправление | Периодичность |
| -------- | ----------------------------- | -------- | ----------- | ------------- |
| 086 В    | Москва Павелецкая - Махачкала | 06:35    | 06:37       | через день    |
| 134 М    | Москва Павелецкая - Дербент   | 06:35    | 06:37       | через день    |
| 085 С    | Махачкала - Москва Павелецкая | 19:29    | 19:31       | через день    |
| 133 Э    | Дербент - Москва Павелецкая   | 19:29    | 19:31       | через день    |

## Пригородное сообщение по станции (на 25 апреля 2024 года)
| № поезда | Маршрут движения    | Прибытие | Отправление | Периодичность |
| -------- | ------------------- | -------- | ----------- | ------------- |
| 6645     | Умёт - Тамбов 1     | 06:15    | 06:16       | ежедневно     |
| 6544     | Тамбов 1 - Кирсанов | 09:58    | 09:59       | ежедневно     |
| 6543     | Кирсанов - Тамбов 1 | 15:07    | 15:08       | ежедневно     |
| 6646     | Тамбов 1 - Умёт     | 19:05    | 19:06       | ежедневно     |